# De la Canal
De la Canal es una localidad argentina del partido de Tandil, provincia de Buenos Aires.

## Población
Cuenta con 57 habitantes (Indec, 2010), lo que representa un descenso del 8% frente a los 62 habitantes (Indec, 2001) del censo anterior.
| Gráfica de evolución demográfica de De la Canal entre 1991 y 2010 |
|                                                                   |
| Fuente: Censos nacionales del INDEC                               |